# Sławomir Ciesielski
Sławomir Stanisław Ciesielski (ur. 14 stycznia 1957) – polski perkusista. Członek Akademii Fonograficznej ZPAV. Były perkusista zespołu Republika.
Po rozpadzie Republiki grał z Operą – zespołem muzycznym, który tworzyli członkowie Republiki, bez Grzegorza Ciechowskiego, lecz z Robertem Gawlińskim i saksofonistą Jackiem Rodziewiczem. Grał w zespole Kobranocka przez rok.
Po śmierci lidera reaktywowanej Republiki założył zespół perkusyjny Kije. W 2008 był także perkusistą koncertowego składu Made in Poland. Od 2011 współpracował z Teatrem Tworzenia. W latach 2014–2015 brał udział w projekcie Nowe Sytuacje w którym razem z byłymi członkami Republiki Zbigniewem Krzywańskim i Leszkiem Biolikiem oraz zaproszonymi muzykami przypominał w wersji koncertowej utwory z albumu Nowe Sytuacje. Projekt zaprezentowany został m.in. na festiwalach Męskie Granie i Jarocin. Koncert z Festiwalu w Jarocinie został upamiętniony na dwóch albumach: Jarocin Live 2014 i Jarocin Live 2015.
Wraz z Eurazją Srzednicką i Jackiem Kuleszą pracuje jako kompozytor, autor tekstów, aranżer i twórca zespołu Eurazja.